# Ácido 3-hidroxi-2-oxobutanoico
Ácido 3-hidroxi-2-oxobutanoico é composto orgânico de fórmula molecular C4H6O4 e massa molecular 118,088. É classificado com o número CAS 1944-42-9.